# Robert Zydenbos
Robert Zydenbos (* 1957 in Toronto) ist ein kanadischer Indologe.

## Leben
Er studierte an der Rijksuniversiteit Utrecht (doctorandus 1983, doctor 1989). Er hatte eine Gastprofessur an der University of Madras 1987 und eine Gastprofessur an der Universität Toronto 1992–1993. Er forschte in Indien für u. a. die Niederländische Stiftung für Tropenforschung, die Koninklijke Nederlandse Akademie van Wetenschappen, das Institut Français de Pondichéry. Seit 2000 ist er Professor für Moderne Indologie an der Ludwig-Maximilians-Universität München.
Seine Schwerpunkte in Forschung und Lehre sind Jainismus, indische Philosophie, Kannada und Kannada-Literatur und Geschichte und Kultur Südindiens, insbesondere Karnatakas.

## Schriften (Auswahl)
- Mokṣa in Jainism, according to Umāsvāti. Wiesbaden 1983, ISBN 3-515-04053-6.
- The Concept of Divinity in Jainism. Toronto 1993, OCLC 606450633
- The Calf Became An Orphan. A study in contemporary Kannada fiction. Pondicherry 1996, OCLC 37693958.
- Jainism Today and Its Future. München 2006, OCLC 778412147.